# Houari Boumédiène
Houari Boumédiène, pseudonimo di Mohamed Boukherouba (in arabo هواري بومدين‎?) (Ayn Hesseinia, 23 agosto 1932 – Algeri, 27 dicembre 1978), è stato un politico e militare algerino.
Militare di carriera, combattente nella guerra d'indipendenza algerina, divenne infine leader assoluto dell'Algeria dal 19 giugno 1965 fino alla morte.

## Biografia

### Gli inizi
Mohamed Boukherouba nacque da una povera famiglia di contadini a Clauzel, vicino a Guelma, all'epoca della colonizzazione francese. Fu educato all'Istituto Islamico di Costantina.
In giovinezza assistette al massacro di Sétif e Guelma (1945), allorché migliaia di dimostranti locali scesero in strada avanzando richieste di indipendenza dalle autorità coloniali francesi, che per tutta risposta spararono sulla folla.
Questo episodio emblematico lo spinse a diventare militante del Partito del popolo algerino (PPA), d'ispirazione nazionalista, e poi dell'ancor più radicale Movimento per il trionfo delle libertà democratiche (MTLD). Ricercato per attività sovversiva, nel 1951 si rifugiò in Egitto, al Cairo, dove frequentò l'Università di al-Azhar e una scuola militare; viaggiò poi in vari paesi arabi.

### Guerra d'indipendenza
Nel 1955 aderì a un'unità di guerriglia durante la guerra d'indipendenza algerina, adottando il nome di Hawārī Bū Midyan (francesizzato Houari Boumedienne) come nome di battaglia (dal nome del "santo" patrono della città di Tlemcen: Sīdī Abū Midyan (in dialetto, appunto, Sīdī Bumedien o, alla francese, Boumedienne).
Operò nell'Algeria occidentale, dove servì come ufficiale durante la guerra d'indipendenza: Comandante nel 1956 della V provincia (wilāya), nel 1958 era a capo delle operazioni nella regione ovest e delle basi situate in Marocco. Dal 1960 fu il Capo di Stato Maggiore delle forze militari del Fronte di Liberazione Nazionale di Algeria (FLN), compito che svolse con implacabile efficienza.
Nel maggio 1962 il presidente del Governo provvisorio della Repubblica algerina, Benyoucef Benkhedda, lo estromise dalla carica; Boumédiène organizzò allora a Tlemcen un ufficio politico dell'Esercito di liberazione e, con l'appoggio dei militari in massima parte a lui fedeli, portò al potere il suo compagno d'armi e alleato di vecchia data, Ahmed Ben Bella.
Dopo la fine della guerra e l'indipendenza dalla Francia, nel luglio 1962, Boumédiène capeggiò un'influente fazione militare all'interno del governo e fu nominato Ministro della Difesa con il sostegno del leader algerino Ben Bella.

### Colpo di Stato e presa del potere
Politico pragmatico, Boumédiène collaborò con Ben Bella fino a quando si determinò in politica interna una tendenza a portare l'amministrazione e il partito sotto il controllo di intellettuali di sinistra. Sempre più diffidente verso lo stile di governo autocratico e il puritanesimo di Ben Bella - che pure restava popolare perché simbolo della lotta anticolonialista - il 19 giugno del 1965 Boumédiène lo fece destituire e arrestare, prendendo il potere con un colpo di Stato incruento (da lui stesso definito "Raddrizzamento Rivoluzionario").

### Il regime algerino sotto Boumédiène
Boumédiène concentrò il potere nell'esecutivo, eliminando progressivamente le opposizioni; abolite la Costituzione e le istituzioni politiche del paese, le rimpiazzò con un Consiglio Rivoluzionario (di fatto una dittatura militare) di suoi sostenitori. Molti di loro erano stati i suoi compagni durante gli anni della guerra, presso la città di confine marocchina di Oujda, fatto che indusse gli analisti a parlare del "clan di Oujda". Costanti sforzi egli pose al contempo nei tentativi di rendere vitale la funzione del partito unico.
Inizialmente, data la mancanza di una personale base di potere, fu visto come un governante debole, ma dopo aver sventato un colpo di Stato militare ai suoi danni nel 1967, rafforzò la sua posizione e rimase l'indiscusso leader algerino fino alla morte, avvenuta nel 1978.
Il regime di Boumédiène godette infatti di un notevole grado di stabilità politica, poiché tutti i tentativi di sfida all'ordine costituito venivano stroncati sul nascere. In qualità di presidente del Consiglio Rivoluzionario, Boumédiène governò per decreto fino ai primi anni settanta, allorché le garanzie costituzionali vennero gradualmente ripristinate. Tale processo culminò con l'adozione di una nuova Costituzione (1976) approvata con un referendum, che reintrodusse la carica di presidente della Repubblica.

### Il modello socialista e la politica estera
Notevoli furono i progressi compiuti dall'Algeria sotto la gestione di Boumédiène, sia in campo internazionale, dove acquistò un solido prestigio, sia in campo interno, particolarmente per quanto riguarda lo sviluppo economico e sociale.
Economicamente, si allontanò dalla concezione rurale dell'Algeria che era stata di Ben Bella, iniziando invece un programma socialista di industrializzazione guidata dallo stato. L'Algeria non aveva virtualmente nessuna produzione industriale. Gli anni di potere di Boumédiène furono segnati dalla crescita economica, ma la pesante enfasi posta sulla programmazione governativa dell'economia creò problemi cronici che perdurarono anche nei governi successivi. Nel 1971 nazionalizzò l'industria petrolifera algerina aumentando enormemente le entrate governative, ma provocando vive proteste da parte del governo francese.
L'Algeria conobbe un importante sviluppo economico e sociale sotto il suo governo. Tra il 1962 e il 1982, la popolazione algerina passa da 10 a 20 milioni di persone e, in massa rurale prima dell'indipendenza, è urbanizzata al 45%. Il reddito annuo pro capite, che non superava i 2.000 franchi (305 euro) nel 1962, supera gli 11.000 franchi (1.677 euro) venti anni dopo, mentre il tasso di scolarizzazione oscilla dal 75 al 95 % a seconda delle regioni, lontano dal 10 % dell'Algeria francese. Essendo le possibilità agricole significativamente limitate dal deserto, Boumediène si rivolge allo sviluppo industriale. Per il periodo 1967-1969 è stato elaborato un piano triennale al quale fanno seguito due piani quadriennali (1970-1973 e 1974-1977). Si accompagnano a grandi lavori, come la Transsahariana (o «strada dell'unità») che collega il Mediterraneo all'Africa nera o la «diga verde», foresta da piantare in vent'anni per impedire l'avanzata del deserto. La rete stradale è notevolmente estesa all'interno del territorio algerino (la rete sviluppata sotto la colonizzazione rimaneva circoscritta alle città portuali).

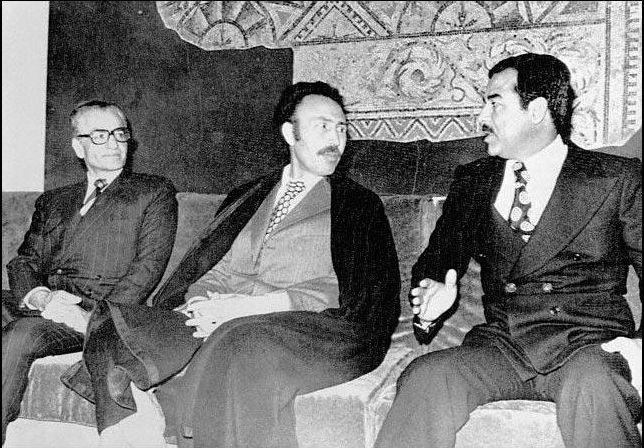
Boumédiène tra lo scià di Persia Mohammad Reza Pahlavi e l'allora vicepresidente iracheno Saddam Hussein in occasione della firma degli Accordi di Algeri del 1975

Perseguì una politica di non-allineamento, mantenendo buone relazioni sia col blocco sovietico che con le nazioni capitaliste e promuovendo la cooperazione con il terzo mondo attraverso il Movimento dei paesi non allineati, di cui divenne una figura di spicco.

Sostenne incondizionatamente i combattenti per la libertà, la giustizia e l'uguaglianza, e offrì assistenza logistica ai movimenti di liberazione nazionale e ad altri gruppi militanti in tutta l'Africa e il mondo arabo, tra cui l'Organizzazione per la Liberazione della Palestina (OLP), il Congresso Nazionale Africano (ANC) e l'Organizzazione del Popolo dell'Africa del Sud-Ovest (SWAPO).
Un significativo evento regionale fu, nel 1975, la sua richiesta di sostegno per l'indipendenza del Sahara Occidentale, accogliendo i rifugiati Sahrawi e il movimento di guerriglia Fronte Polisario in territorio algerino. Ciò pose fine alle possibilità di ricostruire le relazioni col Marocco, già critiche dopo la guerra della sabbia del 1963.
La rivalità algerino-marocchina si accrebbe e la tuttora irrisolta questione del Sahara Occidentale rimane un tratto distintivo della politica estera algerina.

### Morte ed eredità
Nel corso del 1978, le apparizioni pubbliche di Boumédiène si fecero sempre più rare: morì all'ospedale di Algeri il 27 dicembre dello stesso anno, dopo 39 giorni di coma, a causa di una rara malattia del sangue, la macroglobulinemia di Waldenström, dopo una fallimentare terapia a Mosca; si parlò addirittura di avvelenamento da parte di politici algerini contrari ai suoi piani.
Il vuoto di potere lasciato dalla sua morte non fu riempito facilmente; una serie di conclavi militari individuò nel colonnello Chadli Bendjedid un candidato "di compromesso" tra le varie fazioni. Tuttavia gli intrighi si moltiplicarono e nessun presidente della Repubblica ha più acquisito lo stesso rispetto e ammirazione popolare.
Gli è intitolato l'Aeroporto di Algeri. Abdelaziz Bouteflika, ex presidente dell'Algeria, è stato discepolo di Boumédiène.